# Ulla Popken
Ulla Popken GmbH est une entreprise allemande de vente par correspondance de prêt-à-porter pour les femmes de grande taille. Avec un chiffre d'affaires annuel de 250 millions d'euros, l'entreprise se classait au 24e rang des plus grandes sociétés de vente par correspondance en Allemagne en 2005.

## Histoire
Johann Popken (1855-1905) fonde l'entreprise textile Popken à Hamelin en 1880. Son petit-fils Friedrich Popken et sa femme Ursula ouvrent leur premier magasin de vêtements de maternité et d'équipements pour bébés à Oldenbourg en 1968 sous le nom de Mami & Baby. En 1977, le concept de chaînes de magasins à l'échelle nationale pour les vêtements de maternité est créé. L'année suivante, il y a trois magasins spécialisés pour les vêtements de maternité à Brême, Hambourg et Hanovre. En 1984, Popken devient franchiseur pour les magasins de vêtements de maternité. Ceci est la base pour entrer dans le secteur de la vente par correspondance. Cette étape conduit au leadership du marché parmi les spécialistes de la mode de maternité en Allemagne. Comme de plus en plus de jeunes femmes qui n'étaient pas du tout enceintes, mais qui ne trouvaient nulle part la mode à leur taille, devenaient clientes, Popken se lance dans ce marché de niche, la société Ulla Popken est inscrite au registre du commerce le 1er mars 1987. Les dix premiers magasins ouvrent dans l'année. Le changement de génération est initié le 11 mars 2008. Friedrich Popken cède la majorité de ses actions à sa fille Astrid et à son gendre Thomas Schneider. À partir du 1er juillet 2008, Schneider est associé-gérant de la société. Il y a maintenant plus de 300 succursales, ainsi que la vente par correspondance et la vente par Internet.
En plus de la marque Ulla Popken, la société possède également la marque pour hommes JP 1880, du nom du fondateur, Johann Popken. Le 1er janvier 2012, Ulla Popken reprend Buddelei Mode GmbH & Co. KG, basée à Oldenbourg. L'entreprise est poursuivie sous la nouvelle société Gina Laura GmbH & Co. KG. En mai 2013, la première collection est présentée à Berlin avec le styliste Harald Glööckler.
Depuis 2015, Miss & Mister Plus Size Germany coopère avec JP 1880 et Miss Germany Corporation.
En 2016, l'émission Curvy Supermodel – Echt. Schön. Kurvig, émission de casting pour des mannequins grande taille, promet à celle qui gagnera d'être celle qui incarnera la campagne hiver 2016 du jeune label Studio Untold voulu par Ulla Popken. La gagnante est Céline Denefleh.